# イン・グッド・カンパニー
『イン・グッド・カンパニー』（原題: In Good Company）は、2004年のアメリカ映画。日本では劇場公開されずビデオスルーになった。

## ストーリー
スポーツ雑誌の営業部門を担当する中年サラリーマンのダン。ある日、彼の会社が大企業に買収されて、息子ほど年が離れた上司カーターが親会社から派遣されて来た。

## キャスト
| 役名                   | 俳優                                   | 日本語吹替 |
| ---------------------- | -------------------------------------- | ---------- |
| ダン・フォアマン       | デニス・クエイド                       | 原康義     |
| カーター・デュリア     | トファー・グレイス                     | 岸尾大輔   |
| アレックス・フォアマン | スカーレット・ヨハンソン               | 北西純子   |
| アン・フォアマン       | マーグ・ヘルゲンバーガー               | 高島雅羅   |
| マーク・ステックル     | クラーク・グレッグ                     | 谷昌樹     |
| モーティ・ウェクスラー | デヴィッド・ペイマー                   |            |
| ユージン・カルプ       | フィリップ・ベイカー・ホール           |            |
| キンバリー             | セルマ・ブレア                         |            |
| エンリケ・コロン       | タイ・バーレル                         |            |
| コーウィン             | フランキー・フェイソン                 |            |
| ヤナ・フォアマン       | ジーナ・グレイ                         |            |
| 受付係                 | コリーン・キャンプ                     |            |
| 産科医                 | ローレン・トム                         |            |
| ペティ                 | ジョン・チョー                         |            |
| テディ・K              | マルコム・マクダウェル ※ノンクレジット | 小林清志   |

- その他の日本語吹き替え：堀部隆一／塾一久／大西健晴／駒谷昌男／大橋佳野人／泉裕子／宇乃音亜季／島宗りつこ／木川絵理子／栗山浩一